# St. Petersburg (canción)
St. Petersburg es una canción de la banda de rock británica Supergrass perteneciente al álbum de 2005 Road to Rouen. Fue lanzada el 8 de agosto de 2005 como primer sencillo del álbum y alcanzó la posición #22 en el UK Singles Chart, siendo la última vez que Supergrass llegó al top 40. El director del vídeo musical fue Borkur Sigthorsson.

## Lista de canciones
CD
1. "St. Petersburg" (3:13)
2. "Kiss of Life (vivo)" (4:01)
3. "Bullet (vivo)" (3:26)

Disco de vinilo de 7''
1. "St. Petersburg" (3:13)
2. "Kiss of Life (vivo)" (4:01)

## Vídeo musical
El vídeo musical comienza al mismo tiempo que la canción lo hace, enfocándose en una toma con un micrófono en su soporte. Gaz Coombes luego entra en escena, cantando la primera estrofa de la canción, y la cámara rota lentamente alrededor del resto de la banda. El vídeo toma lugar en una habitación completamente blanca, con la banda vestida modestamente y un piano de madera roja siendo tocado por Rob Coombes.

## Otras apariencias
- The Acoustic Album (2006, Virgin)